# بوبي لويس (لاعب كرة سلة مواليد 1945)
بوبي لويس (بالإنجليزية: Bobby Lewis)‏ مواليد 20 مارس 1945 في واشنطن العاصمة، هو لاعب كرة سلة أمريكي معتزل. بدأ مسيرته الاحترافية في سنة 1967. تم اختياره من قبل فريق غولدن ستايت ووريورز خلال الدرافت. يبلغ طوله 6 قدم 3 بوصة (1.9 م). اعتزل اللعب في 1971. لعب مع غولدن ستايت ووريورز وكليفلاند كافالييرز.

## روابط خارجية
- بوبي لويس على موقع إن بي أي (الإنجليزية)
- بوبي لويس على موقع سبورتس رفرنس (الإنجليزية)
- بوبي لويس على موقع كلية كرة السلة في سبورتس رفرنس.كوم (الإنجليزية)
- بوبي لويس على موقع ريلجم (الإنجليزية)